# Mariä Himmelfahrt (Weildorf)

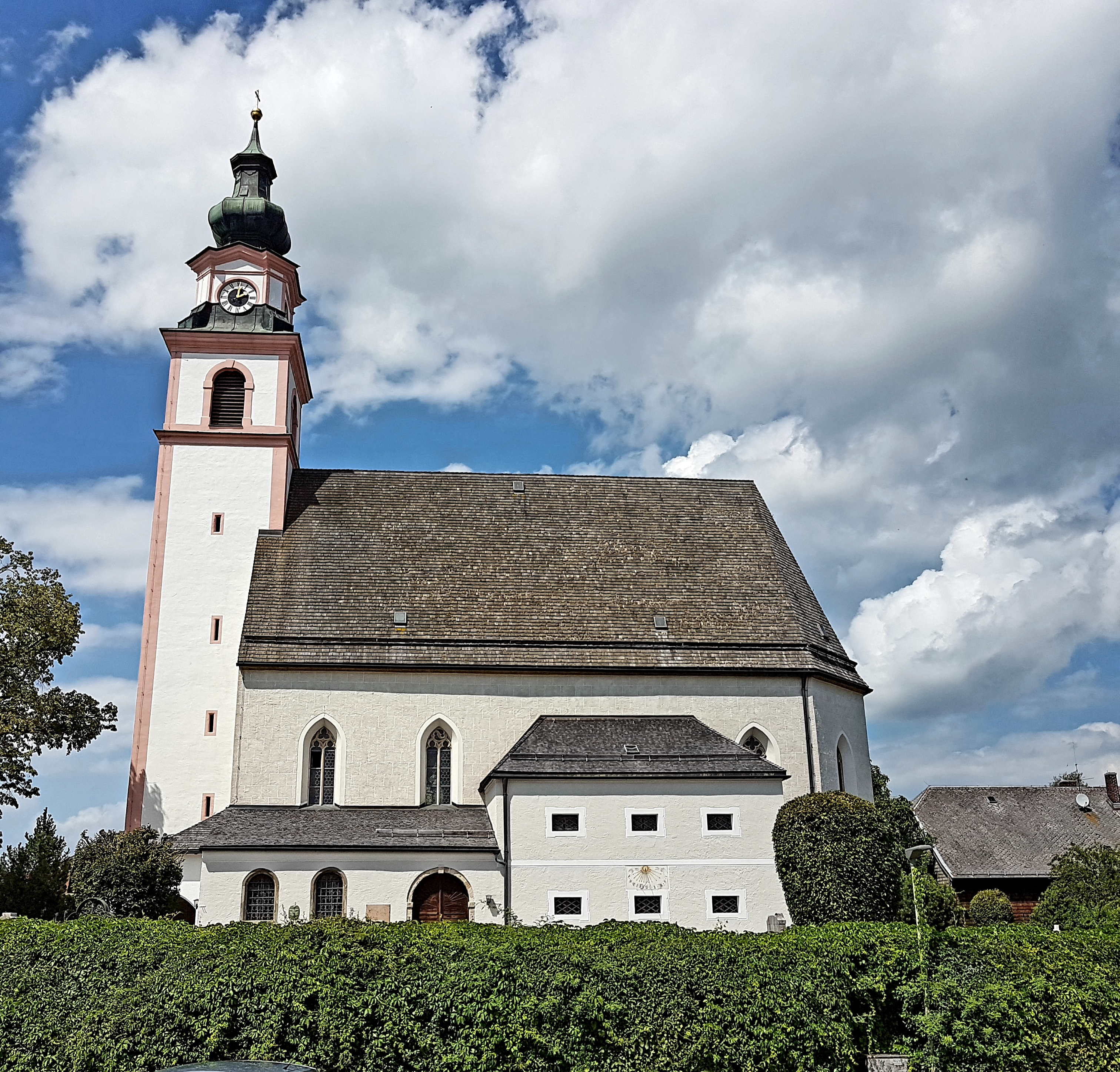
Mariä Himmelfahrt (Weildorf)

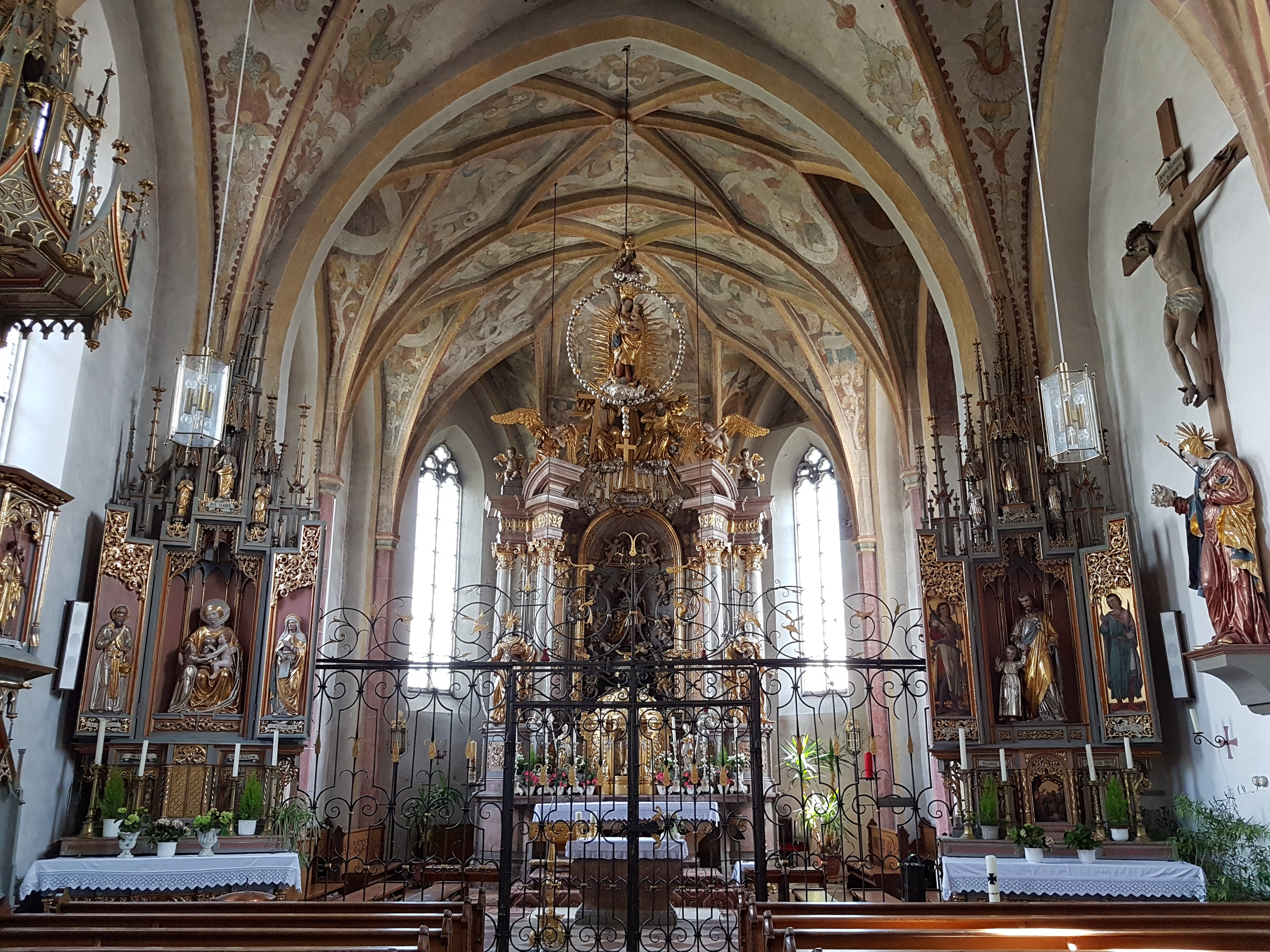
Innenansicht

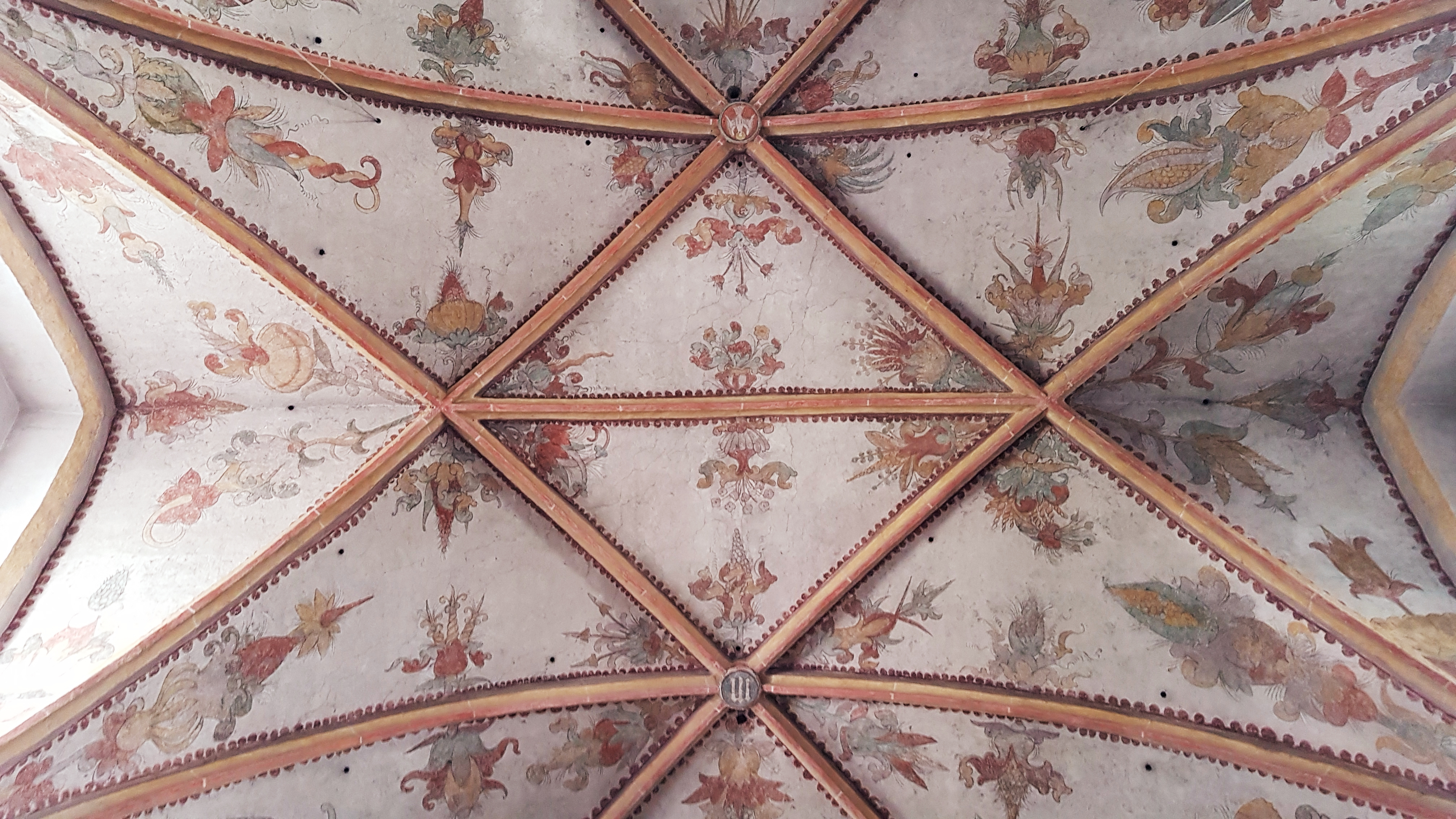
Gewölbemalereien im Langhaus

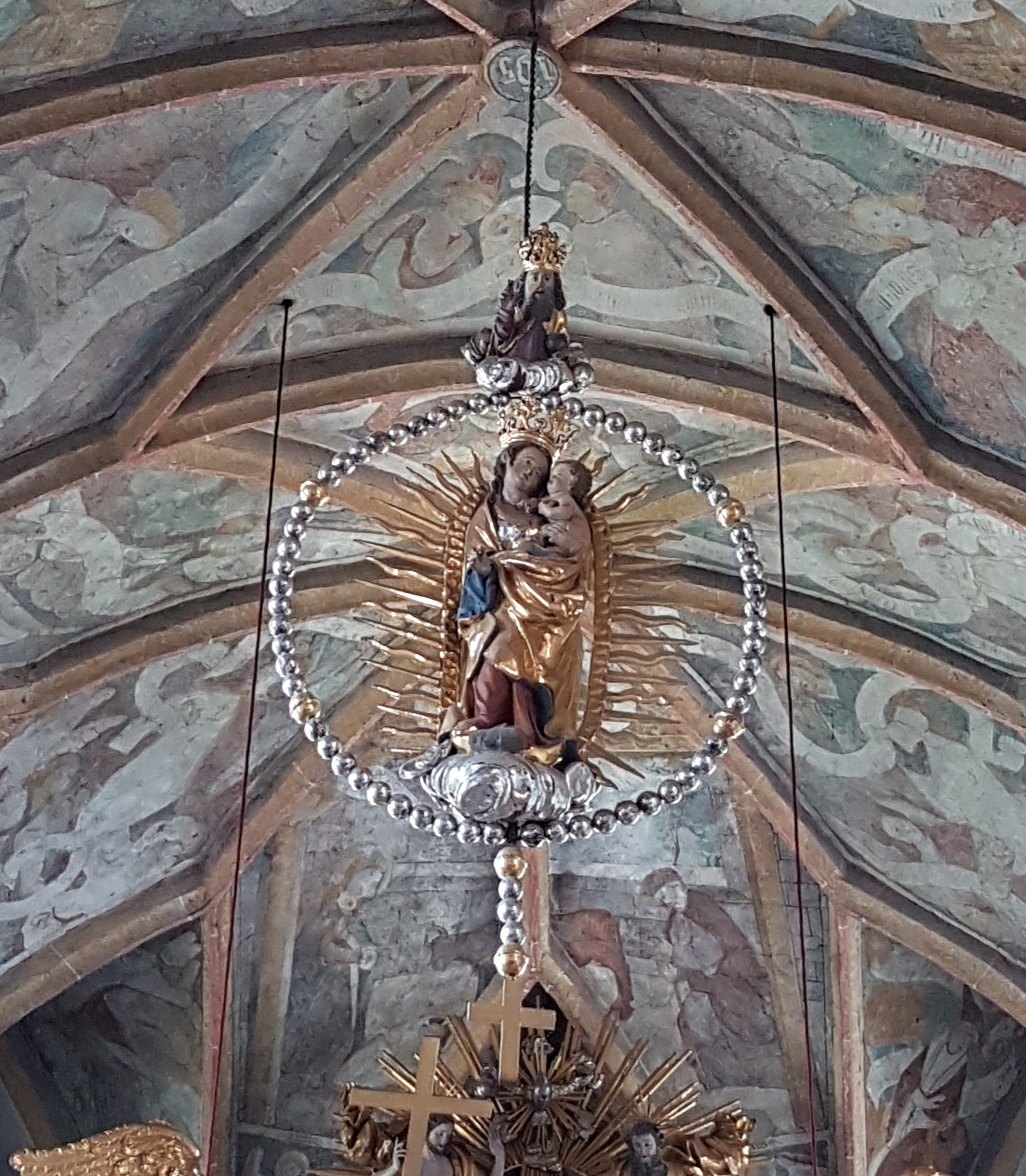
Chorgewölbe mit Rosenkranzmadonna

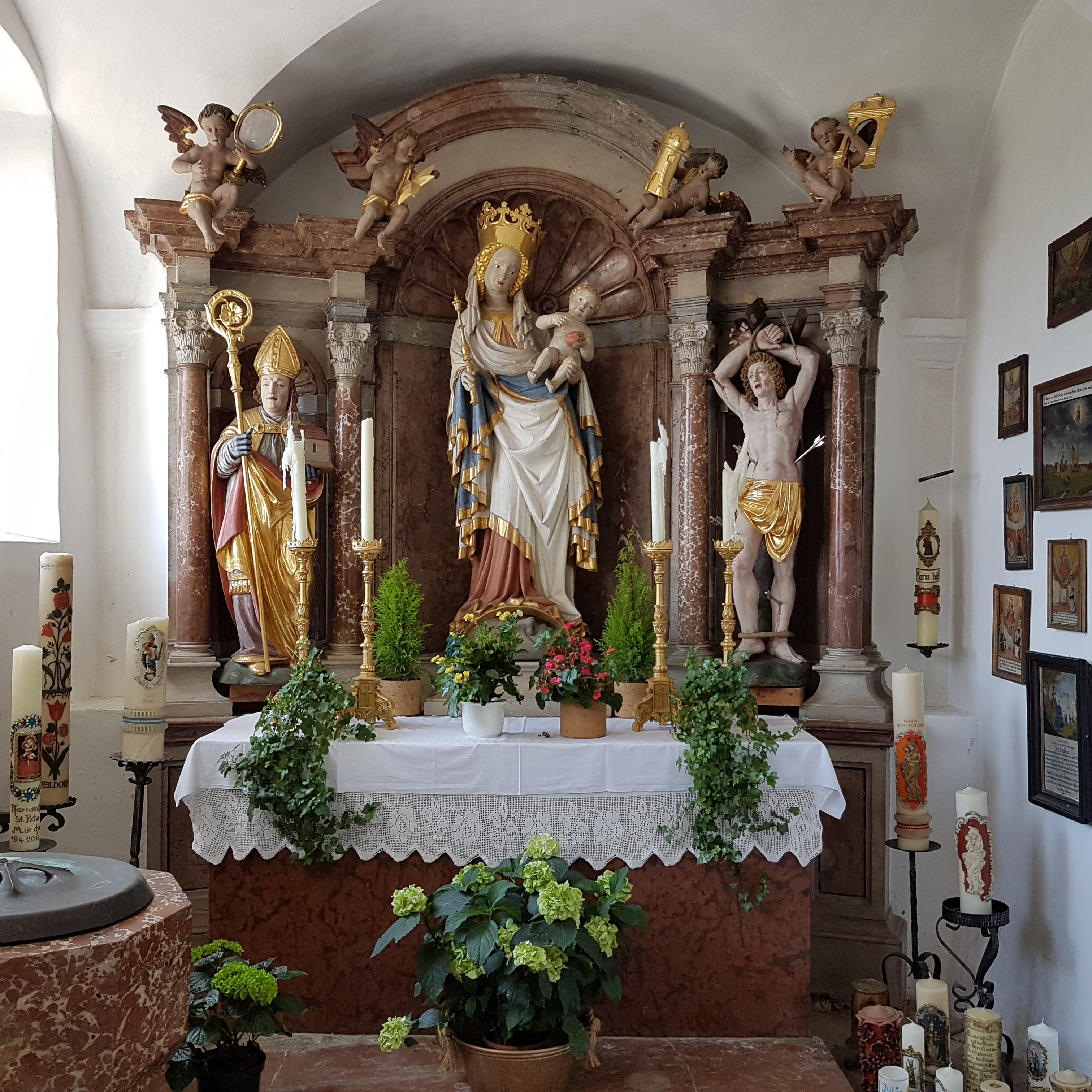
Weildorfer Madonna in der Seitenkapelle

Die römisch-katholische Kirche Mariä Himmelfahrt ist eine spätgotische Saalkirche im Ortsteil Weildorf von Teisendorf im Landkreis Berchtesgadener Land in Oberbayern. Sie gehört zur Pfarrei Mariä Himmelfahrt Weildorf im Dekanat Berchtesgadener Land des Erzbistums München und Freising.

## Geschichte und Architektur
Seelsorgerisch wurde Weildorf ursprünglich durch die Erzabtei St. Peter in Salzburg betreut, seit dem 2. Viertel des 14. Jahrhunderts gehört die Filiale Weildorf zur Pfarrei Teisendorf.
Eine Wallfahrt muss bereits vor dem heutigen Bauwerk entstanden sein, da der aufwendige einheitliche Neubau nicht ohne diese denkbar ist. Im Jahr 1786 wurde zur besseren seelsorgerischen Betreuung der Wallfahrer ein Vikariat errichtet, das 1876 zur Pfarrei erhoben wurde.
Die Kirche ist eine 1429 geweihte Saalkirche mit nicht eingezogenem, einjochigem Chor mit Fünfachtelschluss. Der bis zur Gesimshöhe gotische Turm (1427/1429) ist mit einem Obergeschoss und einer Haube von 1766/1767 abgeschlossen. Südlich befindet sich ein Anbau aus dem 17. Jahrhundert, der neben der Sakristei auch die Vorhalle und eine Kapelle enthält. Ein mehrfach gestuftes gotisches Portal von 1427/1429 mit einer eisenbeschlagenen Tür aus dem 16. Jahrhundert erschließt das Bauwerk.
Das Innere wird durch ein Netzgewölbe abgeschlossen, das auf Achteckdiensten mit profilierten Kämpfern ruht. Der schlanke Chorbogen akzentuiert leicht die Trennung zum Schiff. Im Westjoch ist eine Empore über rippengewölbten Arkaden eingebaut.

## Ausstattung
Eine Besonderheit sind die weitgehend erhaltenen Gewölbemalereien aus der Zeit um 1510. Dargestellt sind ein Weihnachtszyklus, Propheten, Heilige mit Spruchbändern sowie der Marientod an der Chorsüdwand; im Langhaus sind Pflanzenmotive zu finden. Das Maßwerk der Fenster und Emporen wurde wie auch die Seitenaltäre offenbar neugotisch erneuert. Die ausführenden Künstler dieser Erneuerung waren nach einer Inschrift in der Kanzel „Matthäus Kern sculps., Alex(ander) Huber pinx. 1858“.
Der Hochaltar wurde in den Jahren 1732/33 vom Salzburger Tischler Thaddäus Baldauf geschaffen und mit geschnitzten Figuren der Immaculata sowie der Heiligen Barbara und Katharina ausgestattet, die durch Georg Joseph Frieß hergestellt wurden. Am Chorbogen ist eine Rosenkranzmadonna aus der Zeit um 1500 mit später hinzugefügtem Strahlenkranz und Wolken (18. Jahrhundert) angebracht. Die bekrönende Halbfigur Gottvaters stammt möglicherweise vom Gesprenge des ehemaligen spätgotischen Hochaltars.
Das kunstvolle Chorgitter wurde durch den Schlossermeister Dominikus Lindner aus Teisendorf geschaffen. Im linken Annaaltar befindet sich im Schrein eine spätgotische Anna selbdritt-Skulptur (nach 1500). Der rechte Josephsaltar ist wie auch die Kanzel und der Schrein des Annaaltars ein Werk des in Eichham geborenen Bildhauers Matthäus Kern. Das an der südlichen Langhauswand befindliche Kruzifix aus dem Jahr 1648 stammt vom Salzburger Wolf Weißenkirchner.
Die Orgel ist ein Werk von Ferdinand Hörmüller aus Tittmoning aus dem Jahr 1842, das 1939 durch Julius Zwirner aus München unter Vereinfachung des Prospekts umgebaut wurde. Sie hat zehn Register auf zwei Manualen und Pedal.
Die Einbauten der Sakristei stammen aus dem 17. Jahrhundert. In der Kapelle ist ein frühbarocker Altar aus Marmor mit der Weildorfer Madonna im Typus der Schönen Madonnen aus der Zeit um 1430 zu finden, die vom Meister von Seeon geschaffen wurde. Sie befand sich ursprünglich im Mittelschrein eines gotischen Flügelaltars und wurde 1596 hinter dem neugeschaffenen Renaissancealtar aufgestellt und schließlich 1645 in die neu erbaute Portalkapelle übertragen. Der heutige Altar stammt aus dem späten 17. Jahrhundert und ist mit nicht zugehörigen Figuren der Heiligen Wolfgang und Sebastian ausgestattet. Die Madonna gilt als das kunstgeschichtlich wertvollste Werk der Region und als das zweitwichtigste Werk des Meisters nach der Madonna des Hochaltars im Kloster Seeon.
In der Marienkapelle werden auch zahlreiche Votivkerzen und Votivbilder aufbewahrt, darunter eine aufklappbare Gelöbnistafel der Kriegsteilnehmer von 1871, die von Josef Hitzinger aus Teisendorf geschaffen wurde. Am letzten Sonntag im Juli ist die Kapelle Ziel einer Wallfahrt der Reservisten und Veteranen des Kriegergelöbnisvereins Weildorf und Umgebung, an der bis zu 15 Vereine und Abordnungen mit etwa 1500 Wallfahrern teilnehmen.
Volksaltar und Ambo schuf 1989 Hans Frank.